# 蘭杜街

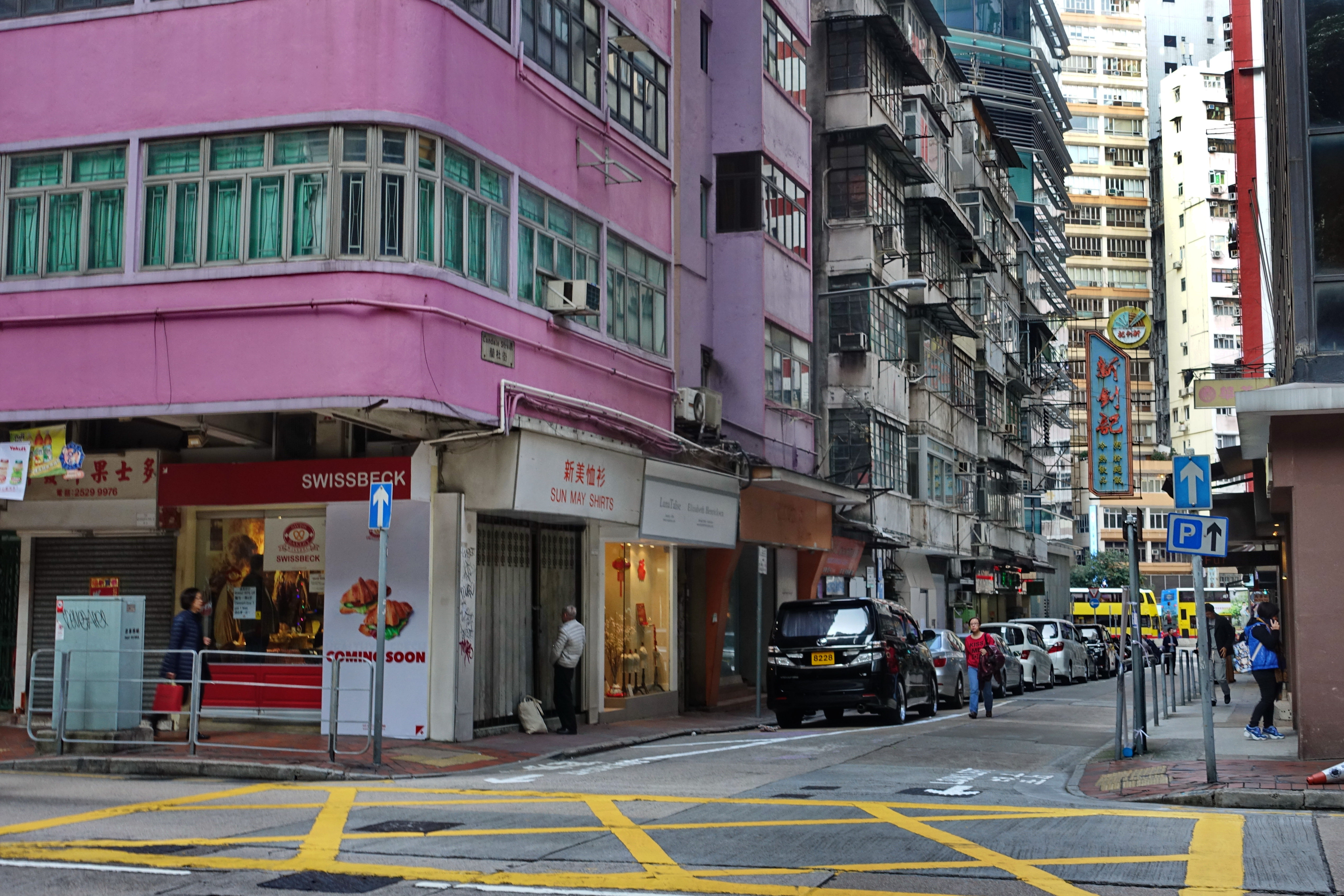
蘭杜街與皇后大道東交界

蘭杜街（英語：Landale Street），是位於香港香港島灣仔區灣仔的一條單線行車的街道。蘭杜街的南端位於皇后大道東56號，北端在莊士敦道口與軒尼詩道交界近循道衛理香港堂，與鄰近的晏頓街及李節街平行。
蘭杜街以曾任香港行政立法兩局非官守議員的D·F·蘭杜命名。

## 外部連結
- 香港灣仔晏頓街的地圖 （页面存档备份，存于）

22°16′38″N 114°10′10″E / 22.277138°N 114.1693144°E